# مارتين غارسيا (لاعب كرة قدم)
مارتين غارسيا (بالإسبانية: Martín Raúl García)‏ هو لاعب كرة قدم بيروفي في مركز الوسط، ولد في 4 يونيو 1970 في ليما في بيرو. شارك مع منتخب بيرو لكرة القدم. أما مع النوادي، فقد لعب مع سيينسيانو.

## وصلات خارجية
- مارتين غارسيا (لاعب كرة قدم) على موقع قاعدة بيانات كرة القدم.إي يو (الإنجليزية)
- مارتين غارسيا (لاعب كرة قدم) على موقع ناشيونال فوتبول تيمز (الإنجليزية)